# FINA Water Polo World League 2004 (femminile)
La 1ª edizione femminile della World League di pallanuoto è stata disputata interamente a Long Beach, negli Stati Uniti.
Hanno preso parte al torneo otto nazionali. Dopo una prima fase a gironi le squadre hanno disputato le semifinali ad eliminazione diretta.

Ad aggiudicarsi il primo trofeo della storia sono state le padrone di casa degli Stati Uniti.

## Fase preliminare

### Gruppo A
|    | Squadra     | Pti | G | V | N | P | GF | GS | Diff |
| -- | ----------- | --- | - | - | - | - | -- | -- | ---- |
| 1. | Russia      | 9   | 3 | 3 | 0 | 0 | 31 | 19 | +12  |
| 2. | Stati Uniti | 7   | 3 | 2 | 0 | 1 | 24 | 21 | +3   |
| 3. | Grecia      | 5   | 3 | 1 | 0 | 2 | 26 | 22 | +4   |
| 4. | Kazakistan  | 3   | 3 | 0 | 0 | 3 | 12 | 31 | -19  |

### Gruppo B
|    | Squadra   | Pti | G | V | N | P | GF | GS | Diff |
| -- | --------- | --- | - | - | - | - | -- | -- | ---- |
| 1. | Italia    | 9   | 3 | 3 | 0 | 0 | 30 | 20 | +10  |
| 2. | Ungheria  | 7   | 3 | 2 | 0 | 1 | 21 | 17 | +4   |
| 3. | Canada    | 5   | 3 | 1 | 0 | 2 | 27 | 36 | -4   |
| 4. | Australia | 3   | 3 | 0 | 0 | 3 | 23 | 28 | -5   |

## Fase finale

### Semifinali
- 26 giugno

| Russia | 7 - 8  | Ungheria    |
| Italia | 9 - 10 | Stati Uniti |

#### 5º - 8º posto
| Grecia | 8 - 7  | Australia  |
| Canada | 10 - 5 | Kazakistan |

### Finali
- 27 giugno

#### 7º posto
| Australia | 9 - 2 | Kazakistan |

#### 5º posto
| Grecia | 5 - 6 | Canada |

#### 3º posto
| Russia | 14 - 15 | Italia |

#### 1º posto
| Ungheria | 10 - 12 | Stati Uniti |

## Classifica finale
| Pos. | Squadra     |
| ---- | ----------- |
|      | Stati Uniti |
|      | Ungheria    |
|      | Italia      |
| 4    | Russia      |
| 5    | Canada      |
| 6    | Grecia      |
| 7    | Australia   |
| 8    | Kazakistan  |

## Classifica marcatrici
|  | Gol | Marcatore           | Squadra     |
|  | --- | ------------------- | ----------- |
|  | 12  | Tania Di Mario      | Italia      |
|  | 12  | Stavroula Kozompoli | Grecia      |
|  | 11  | Melania Grego       | Italia      |
|  | 11  | Brenda Villa        | Stati Uniti |
|  | 10  | Johanne Bégin       | Canada      |
|  | 10  | Sof'ja Konuch       | Russia      |
|  | 10  | Elise Norwood       | Australia   |
|  | 10  | Maria Yaina         | Russia      |
|  | 9   | Valérie Dionne      | Canada      |
|  | 9   | Mercedes Stieber    | Ungheria    |